# Licaria
Licaria är ett släkte av lagerväxter. Licaria ingår i familjen lagerväxter.

## Dottertaxa tillLicaria, i alfabetisk ordning[1]
- Licaria agglomerata
- Licaria alata
- Licaria amara
- Licaria applanata
- Licaria areolata
- Licaria armeniaca
- Licaria aurea
- Licaria aureosericea
- Licaria bahiana
- Licaria brasiliensis
- Licaria brenesii
- Licaria brittoniana
- Licaria camara
- Licaria campechiana
- Licaria canella
- Licaria capitata
- Licaria caribaea
- Licaria carinata
- Licaria cervantesii
- Licaria chinanteca
- Licaria chrysophylla
- Licaria clarensis
- Licaria clavata
- Licaria cogolloi
- Licaria colombiana
- Licaria comata
- Licaria conoidea
- Licaria crassifolia
- Licaria cubensis
- Licaria debilis
- Licaria deltoidea
- Licaria dolichantha
- Licaria endlicheriifolia
- Licaria excelsa
- Licaria exserta
- Licaria filiformis
- Licaria glaberrima
- Licaria guatemalensis
- Licaria guianensis
- Licaria herrerae
- Licaria hirsuta
- Licaria ibarrae
- Licaria jamaicensis
- Licaria latifolia
- Licaria leonis
- Licaria lucida
- Licaria macrophylla
- Licaria martiniana
- Licaria mexicana
- Licaria misantlae
- Licaria multiflora
- Licaria multinervis
- Licaria nayaritensis
- Licaria nitida
- Licaria oppositifolia
- Licaria pachycarpa
- Licaria parvifolia
- Licaria peckii
- Licaria pergamentacea
- Licaria phymatosa
- Licaria polyphylla
- Licaria pucheri
- Licaria puchury-major
- Licaria quercina
- Licaria quirirafuina
- Licaria rodriguesii
- Licaria rufotomentosa
- Licaria salicifolia
- Licaria sarapiquensis
- Licaria sclerophylla
- Licaria sericea
- Licaria sessiliflora
- Licaria siphonantha
- Licaria subbullata
- Licaria subsessilis
- Licaria terminalis
- Licaria tomentosa
- Licaria triandra
- Licaria trinervis
- Licaria triplicalyx
- Licaria urceolata
- Licaria velutina
- Licaria vernicosa